# Alexia Viruez
Alexia Viruez (sinh ngày 04 tháng 5 năm 1994) là một thí sinh của cuộc thi sắc đẹp và người mẫu Bolivia được trao vương miện Hoa hậu Bolivia 2012 và đại diện cho đất nước của mình tham gia cuộc thi Hoa hậu Hoàn vũ 2013.

## Tiểu sử
Lớn lên ở Santa Cruz, Bolivia, Alexia Viruez hiện đang nghiên cứu tâm lý học tại UDABOL (Universidad de Aquino Bolivia). Khi cô được 9 tuổi, Alexia được trao học bổng người mẫu, bắt đầu sự nghiệp người mẫu hiện tại của cô. Cô đam mê âm nhạc, nghệ thuật và sân khấu, mong muốn được trình diễn trên những sàn catwalk nổi tiếng nhất trên thế giới.

## Các cuộc thi

### Hoa hậu Bolivia 2012
Viruez thi đấu trong cuộc thi Hoa hậu Bolivia năm 2012, cuộc thi mà cô trở thành người chiến thắng và giành được quyền đại diện cho Bolivia tham gia cuộc thi Reina Hispanoamericana 2012 và Hoa hậu Hoàn vũ 2013.

### Reina Hispanoamericana 2012
Viruez đại diện cho Bolivia tham gia cuộc thi Reina Hispanoamericana 2012 được tổ chức tại quê nhà Santa Cruz, cuộc thi mà cô này kết thúc với tư cách là Á hậu 1.

### Hoa hậu Hoàn vũ 2013
Viruez sau đó tiếp tục đại diện cho Bolivia tham gia cuộc thi Hoa hậu Hoàn vũ 2013 vào ngày 9 tháng 11 năm 2013 được tổ chức tại Moskva, Nga. Mặc dù được coi là một ứng viên sáng giá cho danh hiệu - một ứng viên nặng ký, cô ra về mà không được xếp hạng do thua trong phần thi bán kết.